# Trisetella triglochin
Trisetella triglochin — многолетнее эпифитное травянистое растение семейства Орхидные, или Ятрышниковые (Orchidaceae).
Вид не имеет устоявшегося русского названия, в русскоязычных источниках используется научное название Trisetella triglochin.

## Синонимы
- Masdevallia allenii L.O. Williams 1940
- Masdevallia huebneri Schltr. 1925
- Masdevallia trichaete Rchb.f. 1883
- Masdevallia tridactylites Rchb.f. 1883
- Masdevallia triglochin Rchb.f. 1877 basionym
- Masdevallia tripeta Rchb.f. 1877
- Masdevallia triseta Rchb.f. 1925
- Triaristella huebneri (Schltr.) Luer 1978
- Triaristella trichaete (Rchb.f.) Luer 1978
- Triaristella tridactylites (Rchb.f.) Luer 1978
- Triaristella triglochin (Rchb.f.) Luer 1978
- Triaristellina huebneri (Schltr.) Rauschert 1983
- Triaristellina trichaete (Rchb.f.) Rauschert 1983
- Triaristellina tridactylites (Rchb.f.) Rauschert 1983
- Triaristellina triglochin (Rchb.f.) Rauschert 1983
- Trisetella huebneri (Schltr.) Luer 1980
- Trisetella trichaete (Rchb.f.) Luer 1980
- Trisetella tridactylites (Rchb.f.) Luer 1980;

## Этимологияи история описания
Родовое название происходит от греч. tri (три) и seta (щетина), а также уменьшительного суффикса —ella, что указывает на нежные хвостовидные выросты чашелистиков.
Видовое название происходит от греч. tri— (трех—) и glochis (крючочек).
Английское название — The Three Barbed Trisetella.

## Биологическое описание
Миниатюрные симподиальные растения. Псевдобульбы отсутствуют. Побеги однолистные, образуют плотные подушкаобразные группы.
Листья зелёные, узколанцетные, заостренные на конце, суккулентные, 3—5 см длиной.
Цветоносы до 9 см. Цветки красного цвета, 1—3 см в диаметре.

## Ареал, экологические особенности
Панама, Боливия, Бразилия, Перу, Колумбия, Эквадор, Коста-Рика и Венесуэла.
Эпифит во влажных предгорных и горных лесах на высотах от 200 до 2000 метров над уровнем моря. Цветет летом — осенью.
Относится к числу охраняемых видов (второе приложение CITES).

## В культуре
Температурная группа — теплая\умеренная. Для нормального цветения обязателен перепад температур день/ночь в 5—8°С.
Посадка на блок или в горшок со смесью из фрагментов коры сосны мелкой фракции (2—5 мм) и измельченного мха. 
Освещение — яркий отраженный свет.
Относительная влажность воздуха 70—80 %. Как правило этот вид содержат в орхидариумах или террариумах.
Во избежание грибковых и бактериальных болезней требуется хорошая вентиляция. 
Ярко выраженного периода покоя нет. Субстрат должен быть всегда слегка влажным.